# فلوئورید کبالت (II)
فلوئورید کبالت (II) (به انگلیسی: Cobalt(II) fluoride) با فرمول شیمیایی کبالتفلوئور یک ترکیب شیمیایی با شناسه پاب‌کم ۲۴۸۲۰ است. که جرم مولی آن 96.93 g/mol می‌باشد. شکل ظاهری این ترکیب، بلورهای جامد قرمز است.